# サキャ派
サキャ派（チベット語: ས་སྐྱ་པ་、sa skya pa）は、チベット仏教4大宗派の一つ。時として赤帽をかぶることから、ニンマ派・カギュ派とともに西欧人に赤帽派と呼ばれている宗派の一つでもあり、古くは「花派」と表記されたこともある。
後期密教の代表的な経典の一つである「喜金剛タントラ」（ヘーヴァジュラ・タントラ）を依経として、初発心と行道とが覚りの境地に等しいと説く「ラムデー」（道果：どうか）を最奥義とする密教の教義、大成就法が他の宗派と異なる。無上瑜伽タントラの主要な五タントラを体系化した「五大金剛法」を取り入れ、顕教と密教の双方を重んじている。

## 歴史

### サキャ派が出来るまで
サキャ派は中央チベットのツァンに栄えたコン族（クンとも書かれる）による宗派である。コン氏の伝承によると、コン氏の祖先は神の子であった。吐蕃時代のティソン・デツェン王の頃から歴史に登場し、コン・ペルポチェは大臣を務めている。また、インドからの渡来僧シャーンタラクシタに得度を受けたルイ・ワンポはチベット最初期の僧の一人とされる。
後にサキャ派の開祖となるコンチョク・ギェンポ (dKon-mchog rgyal-po) (1034年 - 1102年) は、在家の行者であった。コンチョク・ギェンポは、当初はチベット古来からの仏教であるニンマ派の教えを受けたが、規律の緩みはじめていたニンマ派の教えに飽き足らず、兄のシェーラプ・ツルティムに命じられてドクミ ('brog mi) の門下となった。ドクミはインドから来た高僧ガヤダラの弟子で、インドのヴィクラマシーラ寺 (en:Vikramashila University) で数年学んだ学者・翻訳家である。ドクミはサンスクリット文字の原典をチベット語に翻訳した『カーラチャクラ（時輪）タントラ』をコンチョク・ギェンポに授け、これがサキャ派の教義の基盤になった。
コンチョク・ギェンポは1073年、チベット南部のシガツェにあるポンボ山 (dPon po ri) ポンポリの白い土地を吉祥と見て寺を建てた。そのため、コンチョク・ギェンポの始めた教義は「白い土地」を意味する「サキャ」と名づけられた。また、この寺が後のサキャ寺である。
サキャ寺院を開いたのはコンチョク・ギェンポであるが、サキャ派の初代座主はコンチョク・ギェンポの兄のシェーラプ・ツルティムとされ、コンチョク・ギェンポは2代目座主と呼ばれている。

### 白い3人と赤い2人
初期に座主を務めたコンチョク・ギェンポ、サチェン・クンガ・ニンポ、ソナム・ツェモの3人は親、子、孫の関係で、「白い3人」と呼ばれる。チベットでは赤は出家者の色、白は在家者の色とされ、「白い3人」は在家者であることを意味している。

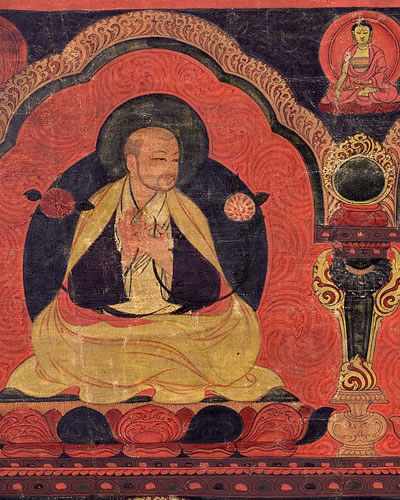
サチェン・クンガ・ニンポ

3代目座主でサチェン・クンガ・ニンポ (en:Sachen Kunga Nyingpo) (1092年 - 1158年) は、タントラの教えをドクミ翻訳官、Bari翻訳官、Mal翻訳官ら大勢のチベット人翻訳官「ローツァーワ」 (en:lotsawa) から受けた。ドクミはサキャ派で最高の教えとされるラムデ (lam 'bras：道果) 法の体系を授けた。また、Bari翻訳官は数多くの輪廻に関するタントラの教義を導いた。サチェン・クンガ・ニンポは『密教概論』を著し、サキャ派の教義の基盤を作り、「偉大なサキャパ（＝サチェン）」と呼ばれるようになった。サチェン・クンガ・ニンポと、その後の座主ソナム・ツェモ、ジェツン・タクパ・ギェンツェン、サキャ・パンディタ、パクパの5人はサキャ派の「五大先師」と呼ばれている。
4代目座主のソナム・ツェモ (en:Sonam Tsemo) (1142年 - 1182年) は、分量としてはサチェン・クンガ・ニンポの著書の6倍ほどの分量がある『密教概論』を補記する書を作った。ソナム・ツェモはチベットの論理学者チャパ・チューキセンゲ (Phya pa chos kyi seng ge, 1109年 - 1169年) の下で7年間学んだこともあり、サチェンよりも顕教的素養が大きい。
5代目・6代目の2人は「赤い2人」と呼ばれる。5代目座主はジェツン・タクパ・ギェンツェン (en:Jetsun Dragpa Gyaltsen) (1147年 - 1216年)、6代目座主はサキャ・パンディタ (1182年 - 1251年) である。

### サキャ派とモンゴル

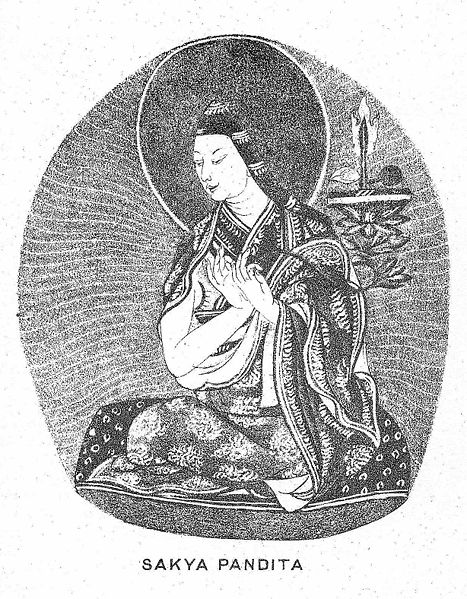
サキャ・パンディタ

6代目座主のサキャ・パンディタはチベット、インド、ネパールなど各地を遊学して顕教、密教両学と医学、占術、芸術をマスターし、別解脱戒・菩薩戒・サマヤの戒律問題の規範を示した『三律儀分別』という著書がある。数多くの重要なスートラ（経典）とタントラを編んだことで知られ、とりわけ『学者入門』『三律儀分別』『サキャ格言』が有名である。
1240年、モンゴル帝国の第2代カアンのオゴデイの子のコデンはチベットを攻略し、カダム派の寺院を焼き、僧侶を殺した。一方、サキャ・パンディタの名声は遠くモンゴルにまで聞こえており、コデンはサキャ・パンディタに面会を要求した。
1244年、サキャ・パンディタは2人の甥のパクパとチャクナ (1239年 - 1267年) を連れ、コデンと青海湖の付近で面会した。この時にコデンがサキャ・パンディタを見込んだ理由は不明であるが、コデンを看病して死から救った、中国人の魔術師をやりこめた、などの伝記が残っている。1249年、コデンはサキャ・パンディタに、ラサやサキャのあるウー・ツァン地域に対する政治権限を与えた。これは、中央チベットにおけるコン氏の政治力が強かったことも物語っている。

### クビライの即位とサキャ派時代
1260年、クビライがモンゴル帝国の第5代カアンに即位した。クビライのもとにいたパクパは1260年に帝師に任命され、大元ウルスにおける仏教に関する全権を任された。1264年にはパクパのために最高統制院が作られた。また、パクパにアムド、カム、ウー・ツァンに対する政治的、宗教的権威を委ねた。
以後のモンゴルとチベットの関係を、単純に西欧的な意味での「宗主国・属国」という関係で見ることはできない。クビライは手紙の中でパクパに「私はあなたの保護者であり、ブッダの教えを広めることはあなたの務めである」と語っている。これはあくまでも個人と個人の関係である。皇帝は政治的な保護の権力を行使し、帝師はチベットだけでなく中国を含む全モンゴルに宗教的な影響を与えている。これ以後も1911年の辛亥革命まで、中国とチベットの関係は概ねこのようであった。チベットから見ればチベットの守護者観音菩薩と中国皇帝文殊菩薩は同格である。しかし中国から見れば中国皇帝と同格ということは定義上ありえず、両者の関係はチベットからみるか中国から見るかで大きく異なる。
マルコ・ポーロはクビライを補佐するチベット人（おそらくサキャ派の僧）について報告しており「チベット人は魔術を使い、大ハーンが飲みたいときには杯がひとりでに持ち上がり、空中を移動して彼の許にやってくる。彼らはもっとも危険な降霊術師、魔術師の人種である」と述べている。
1268年には、サキャ寺が創建された。防御が考えられ、サキャ派の教義を取り入れた建物になっている。
1270年、パクパはクビライに請われてモンゴル語を記述するためのパスパ文字を作っている。また、パクパの弟のチャクナはコデンの家系の王女を娶っている。
クビライは1288年に宣政院を設立し、サキャ派の長の帝師がここで指導し、チベットを支配することになった。パクパが1280年に死んでからも75年ほど、サキャ派はサキャ寺院を僧院都市として、モンゴル帝国が衰退するまで中央チベットを支配した。また、チベット全域に対しても大きな権限を持った。
モンゴルはチベットを13地域に分け、それぞれの領主を万戸長（ティポン）に任命して支配していた（チベット十三万戸）が、1285年にラサ北東100kmほどの位置にあるディグンの万戸長が「上手のホル（恐らくカイドゥ・ウルス）」と結んで反乱を起こした（ディクン派の乱）。最初は勝ち進んだが、1290年にはテムル・ブカ率いるモンゴル軍の協力を得たサキャ派の軍隊に破れ、本山ディクン・ティルを焼き討ちされている。
10代目座主のデチェン・サンポ・ペルには7人の妻があり、13人の子があった。子の一人のクンガ・ロドゥが8代目帝師となった。彼は1347年、コン氏をシトク家、ラカン家、ドゥムチョー家、リンチェンカン家の4ラプダンにわけ、受け継いだ遺産も分割した。後にこの4ラプダンが対立し、代わりにカギュ派の支派パクモドゥ派が力をつけていった。サキャの小さな町は内乱寸前となり、モンゴルは1320年代末に宣政院を廃し、モンゴルとサキャ派の絆はなくなった。パクモドゥ派のチャンチュプ・ギェンツェンは反乱を起こし、1348年にツェルが、1350年にディグンが陥落した。チャンチュプ・ギェンツェンは1354年には中央チベット全域を支配するようになり、サキャ派の長と面談している。1358年にサキャ派の長は大臣に暗殺され、サキャ派のチベット支配が終わり、パクモドゥ派が支配するようになった。同時に、チベットは中国の支配を完全に脱した（その後のチベットは、モンゴルのような遊牧民族国家や清の支配を受けたり、宗教的影響を与えたりといった関係を続けていった）。

### 分派
その後、サキャ派は大きく2派に分かれた。
- ゴル派 (Ngor pa)：ゴルチェン・クンガ・サンポ (Ngor chen kun dga' bzang po, 1382-1456) を祖とする学派で、サキャ派寺院の85%がゴル派である。戒律を重視し、ヘーヴァジュラ、サンプタを始めとする7つのマンダラを修習する[5]。
- ツァル派 (Tshar pa)：ツァルチェン・ロセル・ギャムツォ (Tshar chen blo gsal rgya mtsho, 1502-1556) を祖とする学派。マハーカーラの秘法を含む門外不出の『ツァルの黄金13法』 (gser chos bcu gsum) を相承している[5]。

### リメ運動
19世紀、サキャ派高僧の転生者で、ニンマ派のミンドルリン寺で具足戒を受けたテルトン (en:terton) のジャムヤン・キェンツェ・ワンポ (en:Jamyang Khyentse Wangpo)、カギュ派の高僧ジャムグン・コントゥル・ロドゥ・タイェ (en:Jamgon Kongtrul Lodro Thaye）、ニンマ派の高僧チョギュル・リンパ (en:Chokgyur Lingpa) の3人は、東チベットを中心に世俗的、政治的関心を捨てたリメ運動 (en:Rime movement) と呼ばれる運動を起こした。これは宗派を超えて、本来の仏教の教えを探ろうとするものであった。この運動は現代チベット仏教にも影響を与えている。

### 中華人民共和国建国後

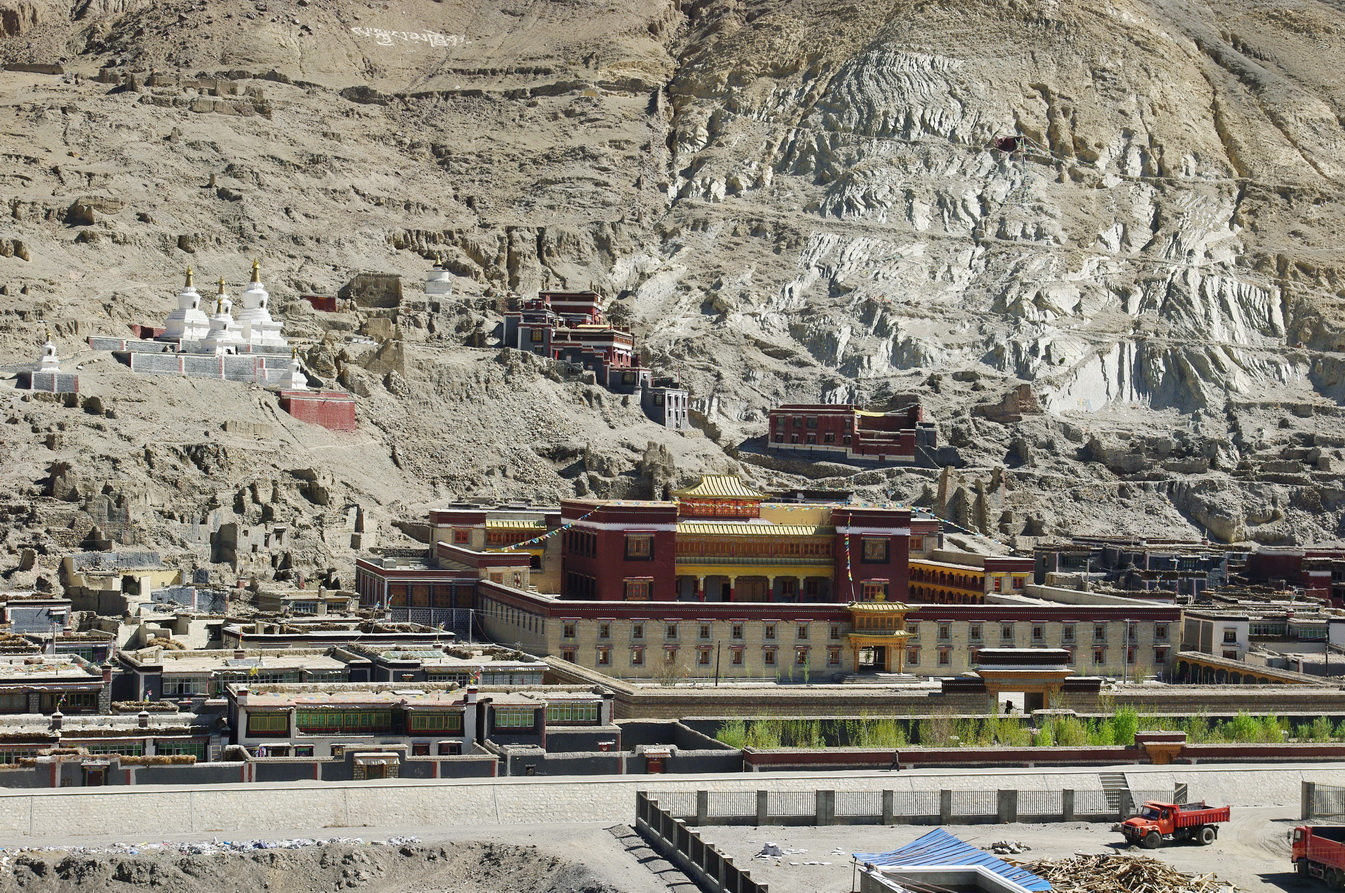
再建されたサキャ北寺

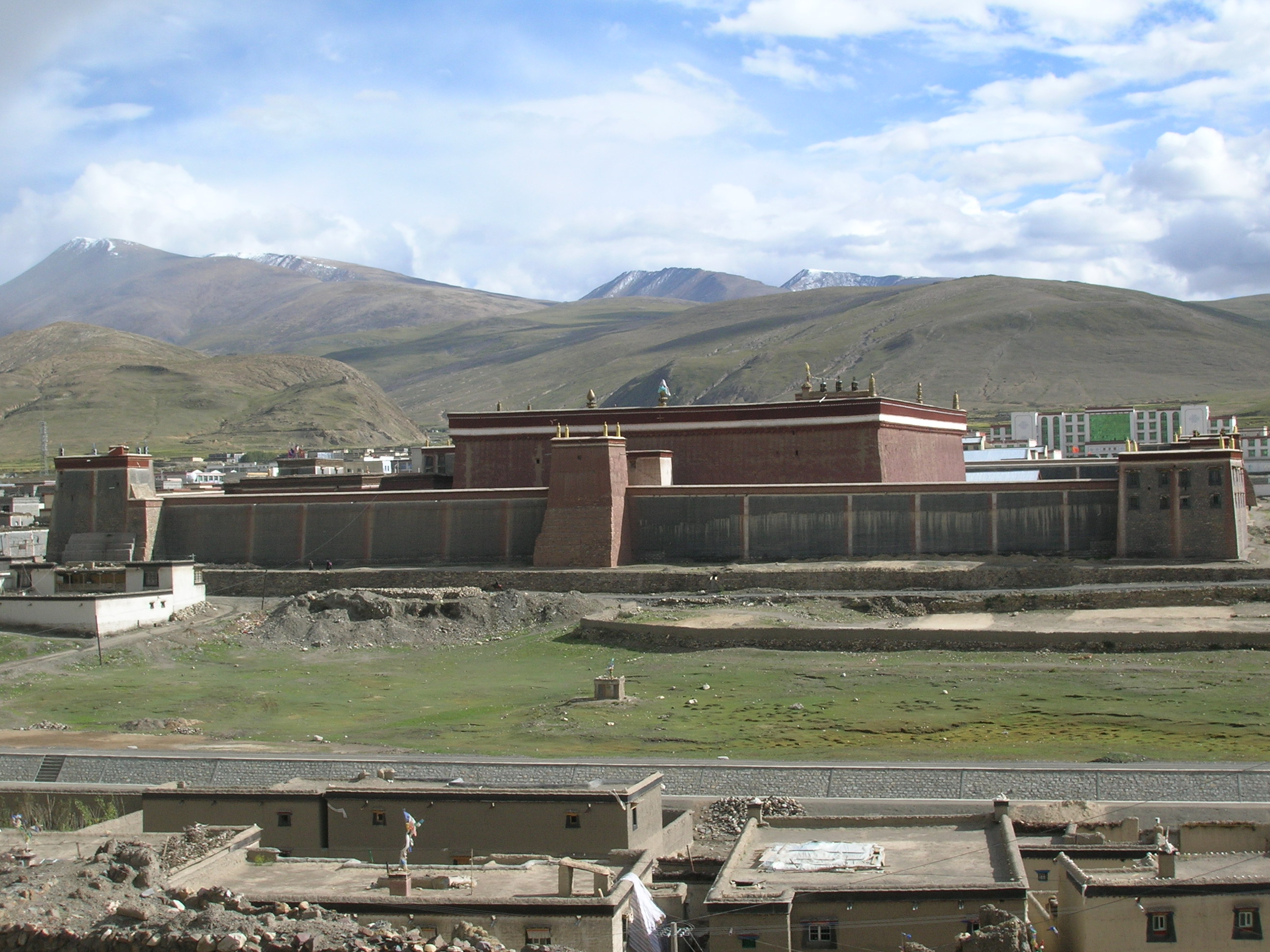
サキャ南寺

中華人民共和国は1950年頃からチベットを支配した（チベット動乱）。1960年代に始まった文化大革命ではサキャ寺のうち北寺は完全に破壊されて後に再建されるも、城砦のような南寺は破壊を免れた。

### 今日のサキャ派
サキャ派の主流をなすゴル派とツァル派、支流派のゾン派の教主はチベットから海外に亡命しているため、チベットでこの学派を学ぶのは困難である。
サキャ派の僧は、他派同様に妻帯が許されていないが、教団の長サキャ座主に限っては、血統を維持するために妻帯が許されている。サキャ派の41代目サキャ座主は、コン氏の血統を保っている。正式名はガワン・クンガ・テクチェン・ペルバル・サンペル・ワンギ・ギェンポであり、1945年にツェタンで生まれた。現在、彼は妻のダクモ・タシ・ラキや2人の息子のラトナ・ヴァジュラ・リンポチェ、ギャナ・ヴァジュラ・リンポチェとともにインドのデヘラードゥーンに住む。長男のラトナ・ヴァジュラ・リンポチェが後継者に定められており、すでにダクモ・ケルデン・ドゥンキと結婚している。

## 教義
初期のサキャ派の教義はサチェン・クンガ・ニンポ (1092-1158) の『密教概論』にまとめられている。
サチェンの師であるドクミは、サキャ派で最高の教えとされている『ラムデ』（lam 'bras、道果）の法体系を授けた。それは、「喜金剛タントラ」（ヘーヴァジュラ：en:Hevajra）に基づき大成就者（マハーシッダ：en:mahasiddha）・ヴィルーパ（Virupa/Birupaとも）にもたらされたものである。「道果」とは簡単に言えば「悟りを目指して修行するその道程において、すでに成仏の証果が得られている」という説である。
また、サチェンは異教徒が改宗しやすいように、密教の法身に示された4つのタントラ（教義）がヒンドゥー教とも関係していると説明した。すなわち、ヒンドゥー教の神ブラフマーを自性、シヴァを受用、ヴィシュヌを変化と考え、それぞれを信奉する者に無上瑜伽タントラ、行タントラ、所作タントラを説き、三神を等しく信奉するものに瑜伽タントラを説いた（※瑜伽＝ヨーガ）。
サチェンの後を継いだソナム・ツェモ (1142-1182) はさらに説明を加え、「インド神を奉ずる者は外道であり、三宝に帰依していないだけでなく、無我や方便の知見もないため地獄に落ちてしまう。それゆえにこの4種のタントラを説く」としている。また、4タントラは顕教の説一切有部・経量部・唯識派・中観派とも関連し、人の執着を満足させる4種の方法にも対応すると説明している。ソナム・ツェモのこの説に対してツォンカパは反論を述べている。
サキャ派の傍系からシャル派を立てたプトゥンen:Buton Rinchen Drub (1290-1364) が出た。彼は重要な学者・著述家で、チベット史上でも有名な歴史家である。また「チベットの六つの飾り」として、次の人物が知られる。
- ヤクトク・サンゲー・ペル
- ロントゥン・シェチャ・クンリク (1367-1449)
- ゴルチェン・クンガ・サンポ
- ゾンパ・クンガ・ナムゲル
- コランパ・ソナム・センゲ (Gorampa Sonam Senge) (1429-1489)
- シャーキャ・チョクデン (Shakya Chogden) (1428-1507)

## サキャ派様式
パクパが座主を務めた13世紀、彼はクビライのためにネパール人絵師を北京に派遣している。ネパール人絵師は中国の技法を取り入れ、チベットに戻って中国人絵師とともにサキャ派の寺院の絵を制作した。このネパール・中国の混合様式をサキャ派様式と呼ぶことがある。特徴は、赤を基調としていること、人物の周りには葉飾りが配され、火焔の渦巻き模様が間を埋めていることを特徴とする。